# Răzvan Grecu
Răzvan Cristian Grecu (* 23. Dezember 1999 in Constanța) ist ein rumänischer Leichtathlet, der sich auf den Dreisprung spezialisiert hat.

## Karriere
Erste internationale Erfahrungen sammelte Răzvan Cristian Grecu im Jahr 2015, als er bei den Jugendweltmeisterschaften in Cali ohne einen gültigen Versuch in der Qualifikation ausschied. Anschließend gewann er beim Europäischen Olympischen Jugendfestival (EYOF) in Tiflis mit einer Weite von 15,03 m die Silbermedaille. Im Jahr darauf gewann er dann bei den erstmals ausgetragenen Jugendeuropameisterschaften ebendort mit 15,62 m die Bronzemedaille. 2017 belegte er bei den U20-Europameisterschaften in Grosseto mit 15,89 m den fünften Platz und im Jahr darauf schied er bei den U20-Weltmeisterschaften in Tampere mit 15,65 m in der Qualifikation aus. 2019 nahm er an den U23-Europameisterschaften im schwedischen Gävle teil und wurde dort mit 16,45 m Fünfter. Im Jahr darauf belegte er bei den Balkan-Hallenmeisterschaften in Istanbul mit 15,62 m den siebten Platz und 2021 verpasste er bei den U23-Europameisterschaften in Tallinn mit 15,24 m den Finaleinzug. Im Jahr darauf belegte er bei den Balkan-Meisterschaften in Craiova mit 15,62 m den sechsten Platz und im August erreichte er bei den Europameisterschaften in München das Finale, brachte dort aber keinen gültigen Versuch zustande.
2023 schied er bei den Halleneuropameisterschaften in Istanbul ohne eine Weite in der Qualifikationsrunde aus. Im Juni wurde er bei der 2. Liga der Team-Europameisterschaft im Rahmen der Europaspiele in Chorzów mit 15,36 m Siebter, ehe er bei den World University Games in Chengdu mit 16,08 m den sechsten Platz belegte. Im Jahr darauf gelangte er bei den Balkan-Meisterschaften in Izmir mit 16,14 m auf den fünften Platz, ehe er bei den Europameisterschaften in Rom mit 15,96 m auf Rang zwölf gelangte. 2025 schied er bei den Halleneuropameisterschaften in Apeldoorn mit 15,66 m in der Vorrunde aus. Ende Juni wurde er bei der 2. Liga der Team-Europameisterschaft in Maribor mit 15,53 m Neunter, ehe er bei den Balkan-Meisterschaften in Volos mit 16,46 m die Goldmedaille gewann.
In den Jahren 2019 und von 2022 bis 2024 wurde Grecu rumänischer Meister im Dreisprung im Freien sowie 2022, 2023 und 2025 in der Halle.